# Sila Sveta
Sila Sveta — российская студия дизайна и мультимедиа, основанная Александром Усом и Алексеем Розовым в 2007 году. Занимается реализацией проектов в области светового искусства. Студию Sila Sveta называют одним из самых успешных коммерческих проектов современности в сфере интерактивных медиа и одной из самых крупных компаний мира, занимающихся световыми, видео- и аудиоинсталляциями. Офисы компании расположены в Москве и Нью-Йорке. На 2021 год команда студии состоит из 80 человек в России и США.

## История и описание
Студия Sila Sveta была основана в 2007 году Александром Усом и Алексеем Розовым. Первые вложения в виде 14 китайских проекторов обошлись команде в 3 млн руб.
Первой работой стало шоу в Русском музее, затем был перезапуск Останкинской башни (команда осветила все 540 м, гонорар от ВГТРК составил 50 тыс. долл), Экономический форум в Санкт-Петербурге, проект «Крыши мира».
Прибыльным проект сделали успешные рекламные кейсы для автомобильных компаний и победа — гран-при на фестивале «Круг Света». Оборот компании за 2015 год превысил 450 млн руб, а в 2018 году составил 700 млн руб. Ориентировочная стоимость секунды светового шоу — от $250.
В научных публикациях студию Sila Sveta называют как создателя коммерчески успешных российских инсталляций и как наиболее успешный проект современности в сфере интерактивных медиа.

## Работы

### Инсталляции
В 2011 году московский Департамент СМИ и рекламы устроил первый фестиваль «Круг Света», где компании в области светового дизайна создавали проекции на разных зданиях Москвы. Sila Sveta получила заказ на засветку Манежа. 
В 2015 году, к 70-летию Победы в Центральном музее ВОВ на Поклонной горе, студия Sila Sveta запустила постоянно действующую мультимедийную экспозицию «Дорога к Победе». Видео-шоу транслируется при помощи 20 мощных проекторов Panasonic, световых пушек и аудио-колонок, спроектированных c учетом архитектуры пространства специально для 25-ти метрового купола Зала Славы Музея Победы.
В 2017 году студия разработала центральную инсталляцию для бала института костюма Met Gala. Работа представляла собой своеобразную инстаграм-фотобудку: в этом пространстве канадский фотограф и режиссер Гордон фон Штайнер сделали серию видеопортретов гостей специально для Vogue US. Идея альтернативной фотобудки принадлежала Анне Винтур.

### Концертные выступления
Студия Sila Sveta известна как постановщик концертных выступлений. Одной из самых популярных работ студии является выступление Полины Гагариной на Евровидении в Вене в 2015 году (второе место). Лучи света проецировались на ее платье, создавая эффект звездного неба. В 2018 году студия занималась оформлением пятимесячного американского тур рэпера Дрейка в поддержку альбома «Scorpion». В октябре 2020 года Sila Sveta создала визуальное оформление для концерта Билли Айлиш, который прошел в формате XR (Extended Reality).

### Фестивали
В световом оформлении фестиваля электронной музыки Outline студия впервые применила слои. Для этого был создан водный экран, который визуально напоминает голограмму.
Также студия занималась световым оформлением фестивалей Arma и Signal. На закрытие Arma в 2014 году Sila Sveta создала шестиметровую голову полуробота-получеловека из старого фильма «Метрополис».
В декабре 2021 года команды Sila Sveta и Stereotactic открыли в тестовом режиме пространство «Поле» в Москве. Летом 2022 года запланирована перезагрузка фестиваля Outline, где студия Sila Sveta является одним из учредителей.

## Награды и достижения
В начале 2015 года портал LiveDesign Online выбрал шесть лучших автопрезентаций по всему миру, сделанных с помощью видеомэппинга. Две работы студии Sila Sveta в рейтинге попали на первое и третье места.
Проекты компании в области интерактивных инсталляций и презентаций для BMW, Porsche, Mercedes-Benz и Audi были многократно отмечены как лучшие креативные события и лончи в автомобильной индустрии. На сегодняшний день Sila Sveta завоевала свыше 60 престижных наград и премий.

## Научные публикации
- Чикринёва Е. Н. Использование видеомеппинга в искусстве и дизайне // Наука на благо человечества-2016, 107-109, 2016

- Ефремова М. В., Болонкина В. С. Тенденции и проблемы развития ивент-индустрии в России // Вестник СамГУПС, 51-56, 2017

- Burlakova Anastasia The total installation" in the new media era: Western concepts and Russian variations Архивная копия от 29 января 2022 на Wayback Machine

- Навазнова Т. В. Интерактивные технологии в проекционном дизайне // ПРОБЛЕМЫ И ТЕНДЕНЦИИ НАУЧНЫХ ИССЛЕДОВАНИЙ В СИСТЕМЕ ОБРАЗОВАНИЯ, 128-133, 2019

- Савчук Д. Н. Инновационные технологии в рекламном бизнесе // Вопросы устойчивого развития общества, 375-382, 2021

- Круталевич С. Ю., Курбанмурадова А. Ч. 3D мэппинг в промышленном дизайне как средство ревитализации заброшенных пространств // 30-34, 2021